# Répcesarud
Répcesarud (németül: Frankenau, horvátul: Frakanava) Répcesarud-Alsópulya község része Ausztriában, Burgenland tartományban a Felsőpulyai járásban.

## Fekvése
Felsőpulyától 10 km-re délkeletre a magyar határ mellett fekszik.

## Története
Már a római korban kiterjedt szőlőművelés folyt ezen a vidéken. Répcesarud első írásos említése II. Géza király 1156-ban kelt oklevelében történt „Sarud” alakban. 1262-ben „Villa Francaun”, 1286-ban „Franchnawe” (Franch ispáné), 1339-ben „Sarus al. nom Franco”, 1340-ben „Poss. Franklow”, 1342-ben „Franklo”, 1357-ben „Franklow”, 1475-ben „Franko” alakban szerepel a korabeli iratokban. A falu évszázadikig valószínűleg az 1216 és 1262 között itt birtokos Frankó nevű nemes nevét viselte. 1899-ig magyar neve is Frankó volt, de ekkor visszakapta ősi magyar nevét. A Gős család birtoka volt. 1400-ban már állt a Mindenszentek tiszteletére szentelt temploma. A 16. században horvátokkal telepítették be és horvát többségét a mai napig megőrizte.
Vályi András szerint „FRANKÓ. Frankenau, Frekénau. Farank. Elegyes falu Sopron Vármegyében, földes Ura Hertzeg Eszterházy Uraság, lakosai katolikusok, fekszik Reptze vize mellett Kőszegtöl egy, és 1/4. mértföldnyire. Határja középszerű, vagyonnyai is illy formák lévén, második Osztálybéli.”
Fényes Elek szerint „Frankó, (Frankenau), horvát f., Sopron vmegyében, Kőszeghez északra 1 1/4 mfld: 818 kath. lak. s paroch. templommal. Van 984 h. szántóföldje, 109 h. rétje, 54 2/4 kertje, 642 hold cser, tölgy, fenyő, nyir erdeje. Földjének egy része 3-ik osztálybeli, a többi vizes és mocsáros, az erdőbeli legelő szinte mocsáros. Birja h. Eszterházy.”
Érdekesség, hogy a települést érintette volna az 1847-ben tervezett Sopron-Kőszeg-Szombathely-Rum-Zalaszentgrót-Nagykanizsa vasútvonal.
1910-ben 843, túlnyomórészt horvát lakosa volt. 1921-ben a trianoni és a Saint-germaini békeszerződés értelmében Ausztria része lett.

## Nevezetességei
- Mindenszentek tiszteletére szentelt római katolikus temploma középkori eredetű, mai formájában 1887-ben épült.
- Répcesarud meteorológiai állomása.
- A településen nagy hagyományai vannak a szőlészetnek, borászatnak.

## Híres emberek
- Itt született 1886. április 29-én Blazovich Jákó Fülöp bencés tanár,  rendházfőnök, lapszerkesztő, IV. Károly király gyermekeinek nevelője.